# Bathypallenopsis antipoda
Bathypallenopsis antipoda is een zeespin uit de familie Pallenopsidae. De soort behoort tot het geslacht Bathypallenopsis. Bathypallenopsis antipoda werd in 1972 voor het eerst wetenschappelijk beschreven door Clark. 